# Josef Gander (Politiker, 1859)
Josef Gander (voller Name: Josef Adalbert Gander) (* 1. Januar 1859 in Beckenried; † 7. Oktober 1941 ebenda) war ein Schweizer Politiker. Von 1907 bis 1928 gehörte er als Vertreter der Konservativen dem Regierungsrat des Kantons Nidwalden an.

## Leben
Josef Gander wurde als Sohn des Jakob Gander und der Josefa Amstad im Alten Sumpfhaus in Beckenried geboren. Er wuchs in Beckenried auf und besuchte dort die Schulen. Als junger Mann wanderte er nach Amerika aus, kehrte aber nach einem halben Jahr wieder zurück. Er wurde Senn und produzierte jahrelang Käse. Diesen Beruf musste er 1892 aufgeben, als er ohne sein Wissen an der Gemeindeversammlung als Gemeindeschreiber vorgeschlagen und gewählt wurde. Aufgrund seines neuen Amtes wurde Gander auch Schreiber der Armengemeinde, der Genossengemeinde (Korporation), der Kirchgemeinde und Schulsekretär. Er verfasste in dieser Zeit Schriften und Studien zur Alpwirtschaft im Kanton Nidwalden.
Auf lokaler Ebene begann Josef Gander seine politische Karriere als Gemeinderat. In diesem Gremium übernahm er die Abteilung Wasserversorgung. Später wurde Gander sogar Gemeindepräsident. Zudem war er Mitglied des Kirchenrats und später sogar Kirchmeier (Präsident des Kirchenrats).
Bereits 1889 war Gander Ratsherr im Landrat und blieb im Parlament bis zu seiner Wahl in den Regierungsrat. An der Landsgemeinde 1907 wurde Josef Gander in die Nidwaldner Regierung gewählt und übte dieses Amt bis 1928 aus. Er übernahm das Armen- und Vormundschaftswesen. Zudem war einige Jahre Mitglied des Obergerichts.
Josef Gander heiratete am 29. September 1899 in Beckenried Theresia Gander. Aus dieser Ehe stammen drei Söhne.  

## Quelle
- Neues Stammbuch. Band VII, Gander I, 8 (2) (Seite 6).